# Алкмар
А́лкмар (нидерл. Alkmaarо файле) — община и город в Нидерландах, в провинции Северная Голландия. Расположен на канале Нордхолланд.

## История

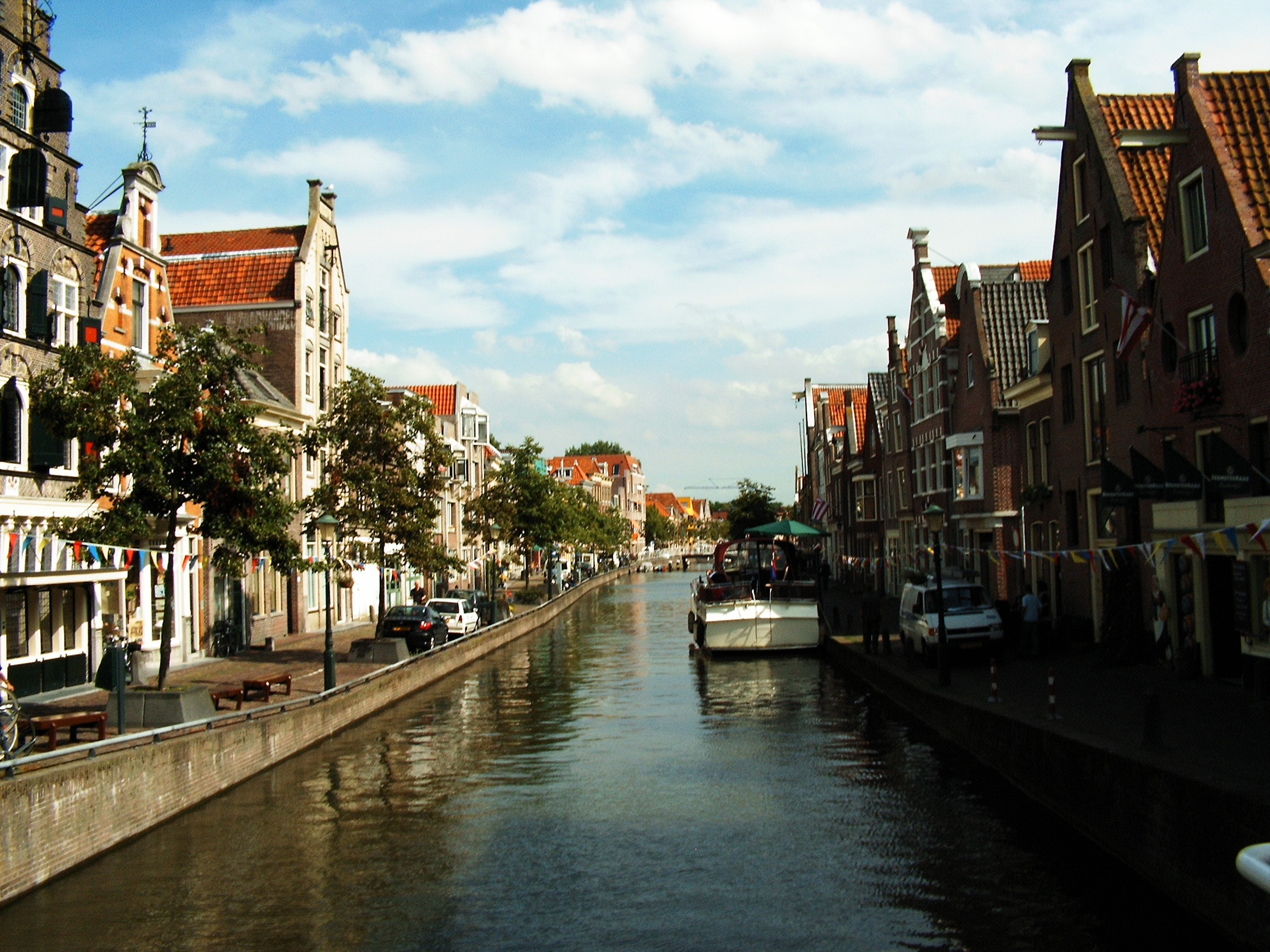
Канал в Алкмаре

Алкмар впервые упоминается в документе, который датируется X веком. Статус города Алкмар получил в 1254 году. В то время Алкмар функционировал как пограничная крепость и база для операций в многовековой битве против жителей Фризских островов. Расположенный на пересечении водных путей, Алкмар брал плату за транзит грузов. Из-за развитых рынков и коммерции, Алкмар завоевал позицию центра, а город между тем разрастался. С 1525 года огромные средства вкладывались в строительство каналов и городских стен для защиты от вторжений.
В 1573 году город выдержал осаду, проводившуюся испанской армией под руководством герцога Альбы. Алкмар был первым городом Нидерландов, который освободился от владычества Испании. Это стало поворотным событием в Нидерландской революции. С тех пор пошло выражение «Победа начинается в Алкмаре».
С 1600 года Алкмар развивался в направлении от торгового города с собственным флотом до рыночного центра целой области. Добыча соли и выращивание ячменя были очень важны для города.

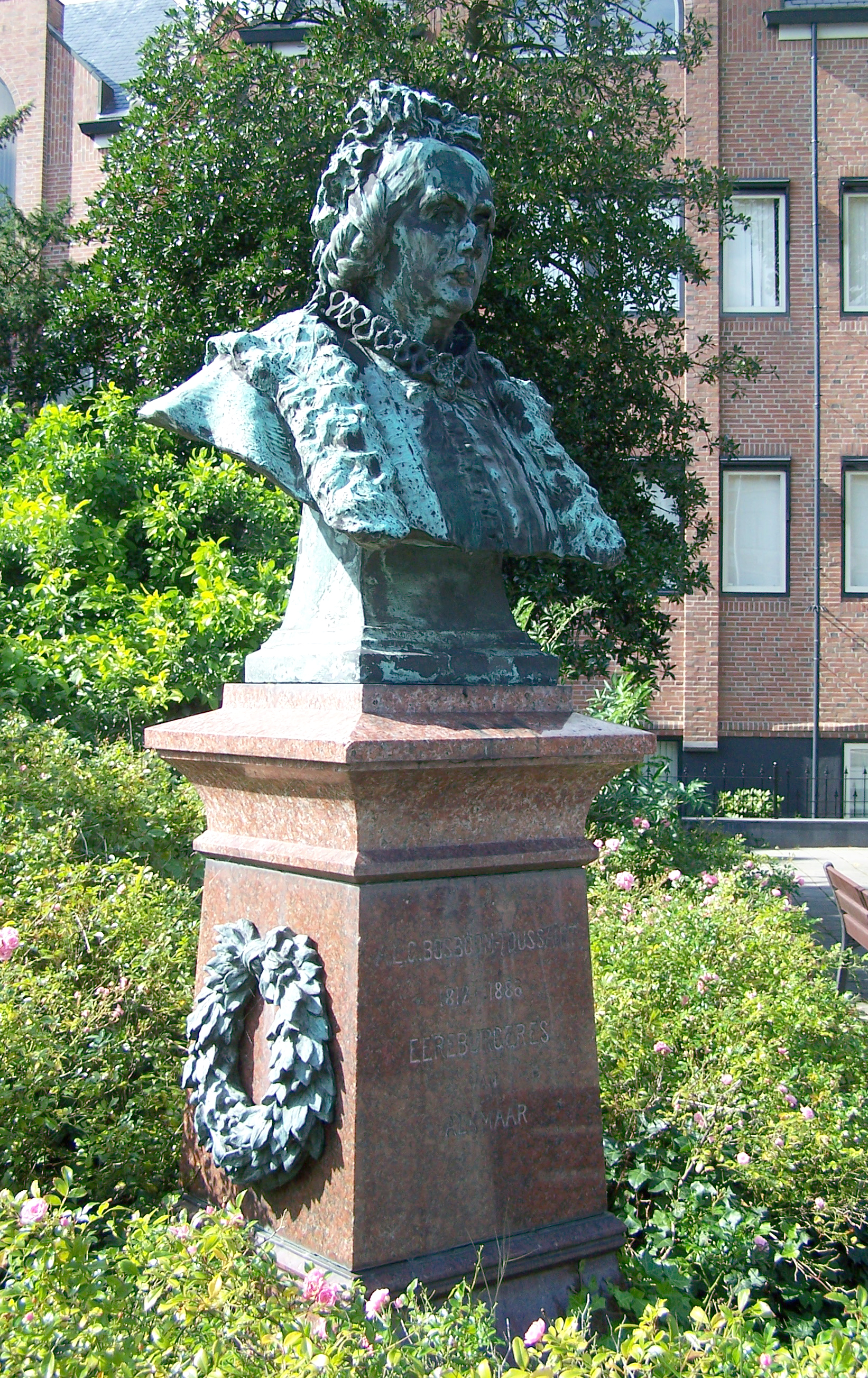
Бюст Босбом-Туссен
(уроженке Алкмара)

В 1824 году был открыт канал Нордхолланд. Для сохранения торговли городская администрация сделала всё возможное, чтобы убедиться, что канал будет проходить прямо через Алкмар даже ценой сноса некоторых городских стен. Несмотря на старания, канал не принёс ожидаемого богатства: путешественники, ранее ночевавшие в Алкмаре, если в пути их заставала ночь, теперь следовали по каналу сразу к месту назначения, оставляя гостиницы пустыми.
В 1799 году, во время Французских революционных войн англо-русские экспедиционные силы, высадившиеся в Гельдере, захватили город, но были окончательно разбиты в битве при Кастрикюме (6 октября 1799). Эта французская победа увековечена надписью Alkmaer на Триумфальной арке в Париже.
«Несмотря на успехи англичан в начале высадки, окончание её было неблагоприятно для союзников. В трех кровопролитных сражениях близ Алкмара они потерпели сильное поражение, причем русские понесли большую потерю в людях, и генерал Герман попал в плен»
.
С 1970 года город становился центром для всё большего числа разнообразных видов деятельности в различных областях культуры, спорта и отдыха. Алкмар вырос в образовательный центр региона со всеми видами дошкольного, школьного и высшего образования.
Алкмар — сердце Северо-Голландского полуострова. В 2004 году город отпраздновал 750-летний юбилей.

## Достопримечательности
Одним из старейших сохранившихся зданий города является позднеготическая церковь св. Лаврентия (Синт-Лауренс, Гроте керк), построенная в 1470—1518 годах. Примечательны также городская ратуша (1509—1520 годы), здание Городской палаты весов с белокаменным декором (1582—1599). Сохранилась жилая застройка XVI—XVIII веков. Действует несколько музеев: музей истории Алкмара, музей истории борьбы голландцев за независимость от Испании в XVI веке (расположен в здании, известном как «Дом с ядром»: во время обстрела Алкмара испанцами в 1573 году пушечное ядро застряло на его фасаде), музей сыра (Алкмар — один из основных центров сыроварения в стране), музей Beatles.

### Сырный рынок

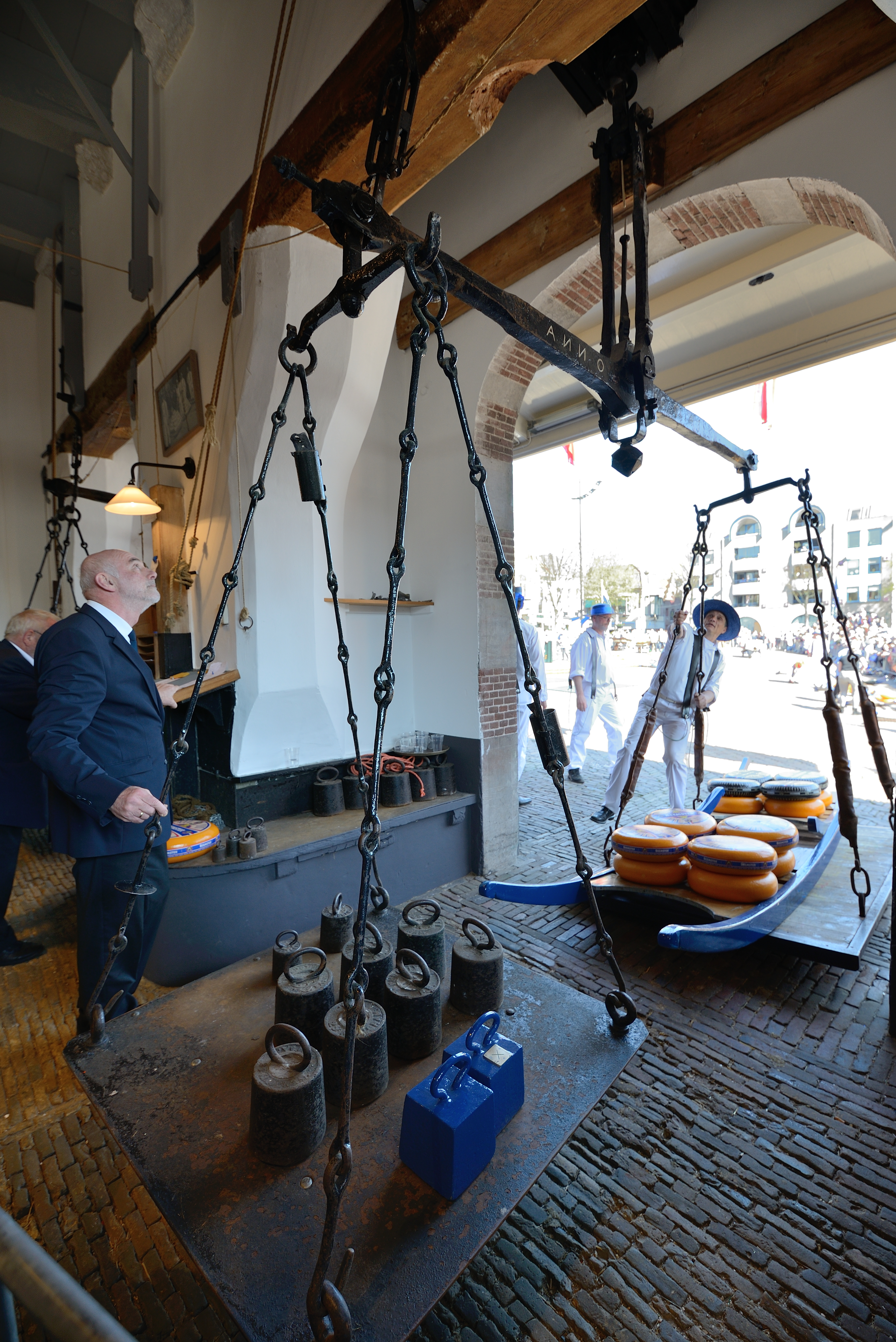
Алкмар Сырная ярмарка взвешивание сыра на весах 1693 года

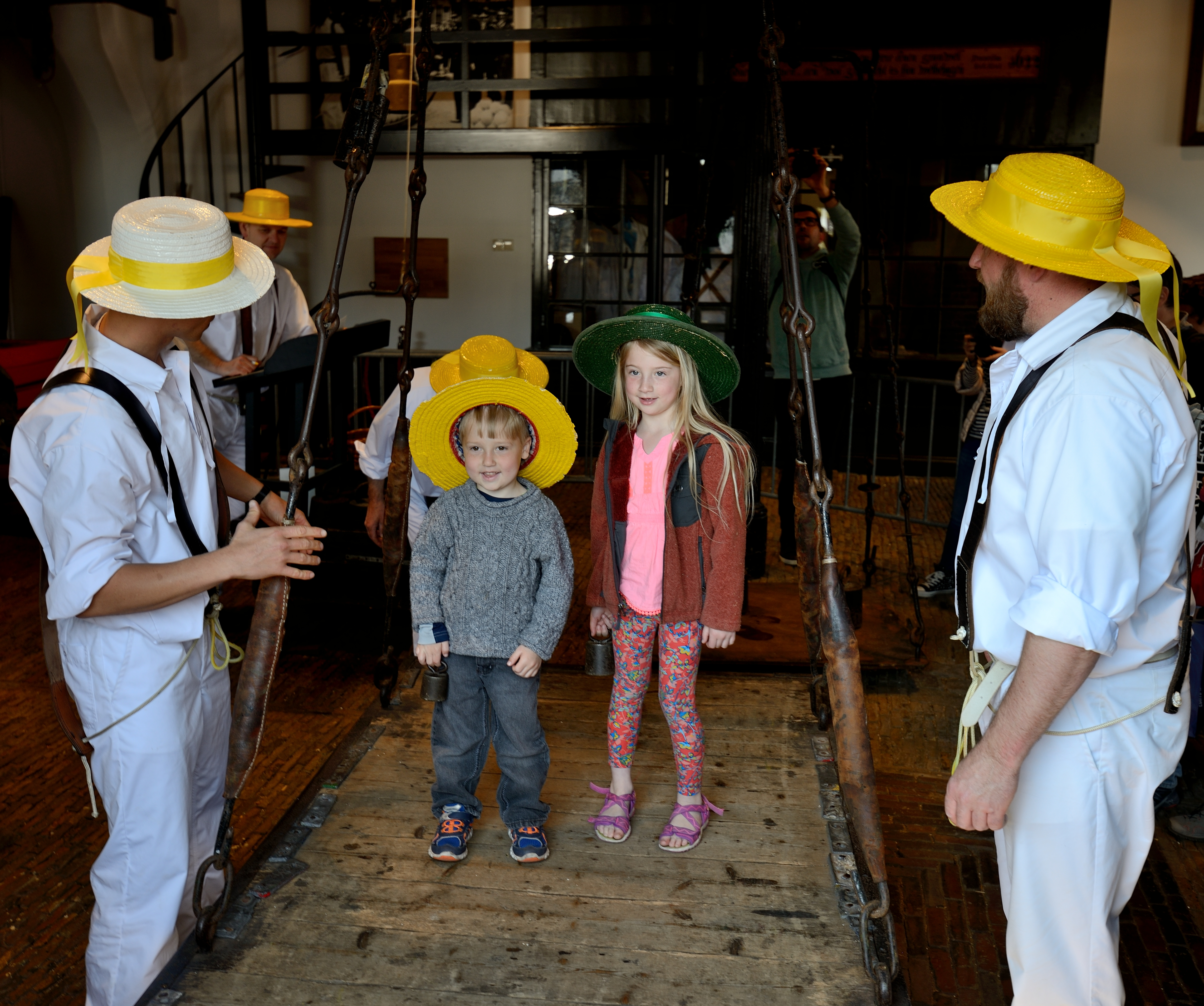
Алкмар Сырная ярмарка это еще и представление взвешивание детей на весах 1693 года

Алкмар известен традиционным сырным производством и ежегодными ярмарками сыров.
Каждую пятницу с середины апреля до середины сентября толпы туристов собираются на площади перед Палатой мер и весов для наблюдения за известным на всю страну Сырным рынком.

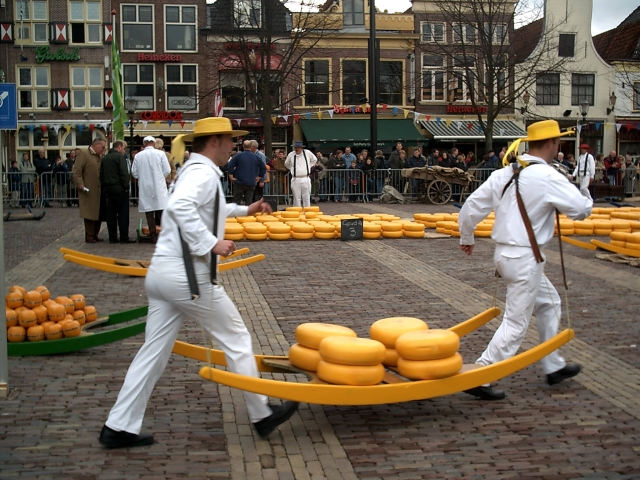
Сырный рынок в Алкмаре

Гильдия разносчиков сыра ответственна за транспортировку и взвешивание сыра во время пятничного Сырного рынка. Гильдия состоит из 4-х групп по 7 человек в каждой. Каждая группа имеет свой собственный цвет: красный, жёлтый, зелёный или голубой. Глава каждой группы («сырный отец») носит в руке чёрную трость с серебряной ручкой как знак его статуса. Лидер группы избирается каждые два года. Члены гильдии носят традиционный белый костюм и соломенную шляпу с лентой цвета их группы. В каждой группе существует собственная иерархия с определённым кругом обязанностей для каждого. Например, самый пожилой член группы (его можно узнать по чёрной кожаной сумке) ответственен за баланс весов перед взвешиванием сыра.
По пятницам площадь готовят к появлению членов гильдии. Специальный инспектор управляет процессом выгрузки сыра из грузовиков, расположенных на площади в виде длинных рядов. Когда колокол бьёт 10 часов, сыр с помощью специальных приспособлений помещают в тележки и разносчики сыра несут их к весам для взвешивания. В это же время на площади продавцы и инспекторы определяют качество предлагаемого сыра и торгуются по поводу цены.
Помимо сырных ярмарок, в Алкмаре проводятся также фестивали голландского народного искусства.

## Экономика
Алкмар является важным транспортным узлом: через город проходят автомобильная и железнодорожная магистрали Амстердам — Хелдер, действует пристань на Нордхолландс-канале. В настоящее время основной сектор экономики города — сфера услуг, главным образом туризм. В городе также действует судоверфь, имеются предприятия машиностроения, металлообрабатывающей, лёгкой и пищевой (преимущественно маслоделие и сыроварение) промышленности.

## Спорт
В городе базируется футбольный клуб АЗ — чемпион Нидерландов сезонов 1980/81 и 2008/09. Матчи проводятся на стадионе АФАС, вмещающем 17 тыс. зрителей.
В городе имеется конькобежный каток, на котором в 1977 и 1982 году прошел чемпионат мира по спринту.

## Города-побратимы
- Бат, Великобритания
- Дармштадт, Германия
- Труа, Франция
- Тата, Венгрия
- Бергама, Турция
- Эйтенхахе, ЮАР

## Известные люди
- Пинас, Ян Симеон (1583 или 1584—1631) — нидерландский живописец и офортист эпохи барокко.
- Туссен, Анна Луиза Гертруда (в замужестве Босбом; 1812—1886) — нидерландская писательница, романистка.

## Примечание
1. ↑  А́лкмар // Географический энциклопедический словарь: географические названия / Гл. ред. В. М. Котляков. — 3-е изд., доп. — М.: Большая российская энциклопедия, 2003. — С. 27-28. — 903 с. — 5000 экз. — ISBN 5-85270-216-1.
2. 1 2 3 4 5  Стрелецкий В. Н. Алкмар // Большая российская энциклопедия / С. Л. Кравец. — М.: Большая Российская энциклопедия, 2005. — Т. 1. — С. 499. — 768 с. — 65 000 экз. — ISBN 5-85270-329-X.
3. ↑  Веселаго Ф. Ф. Краткая история русского флота. Дата обращения: 27 февраля 2013. Архивировано 11 марта 2013 года.